# Michael Klahr der Jüngere

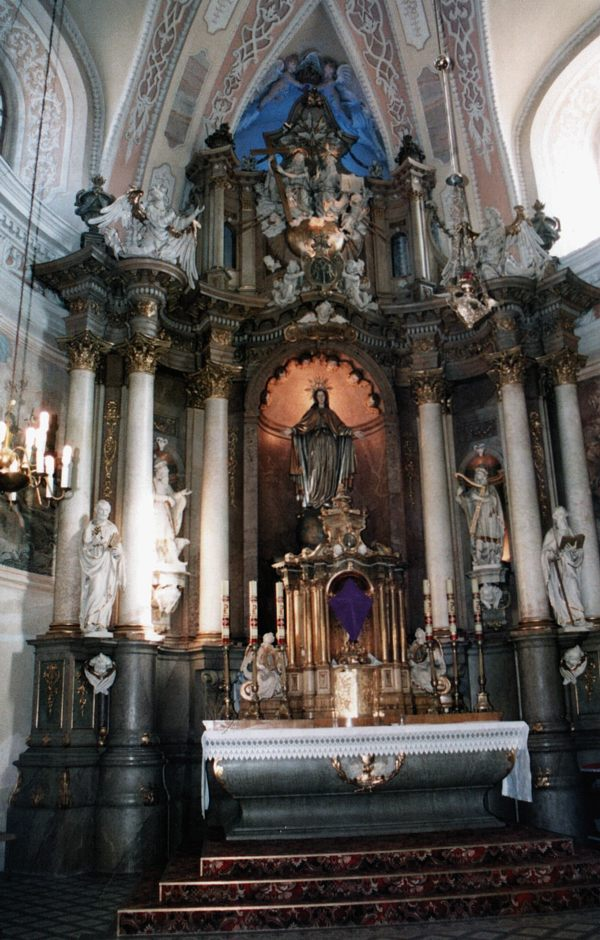
Michael Klahr d. J. Barockaltar der Pfarrkirche Bad Landeck

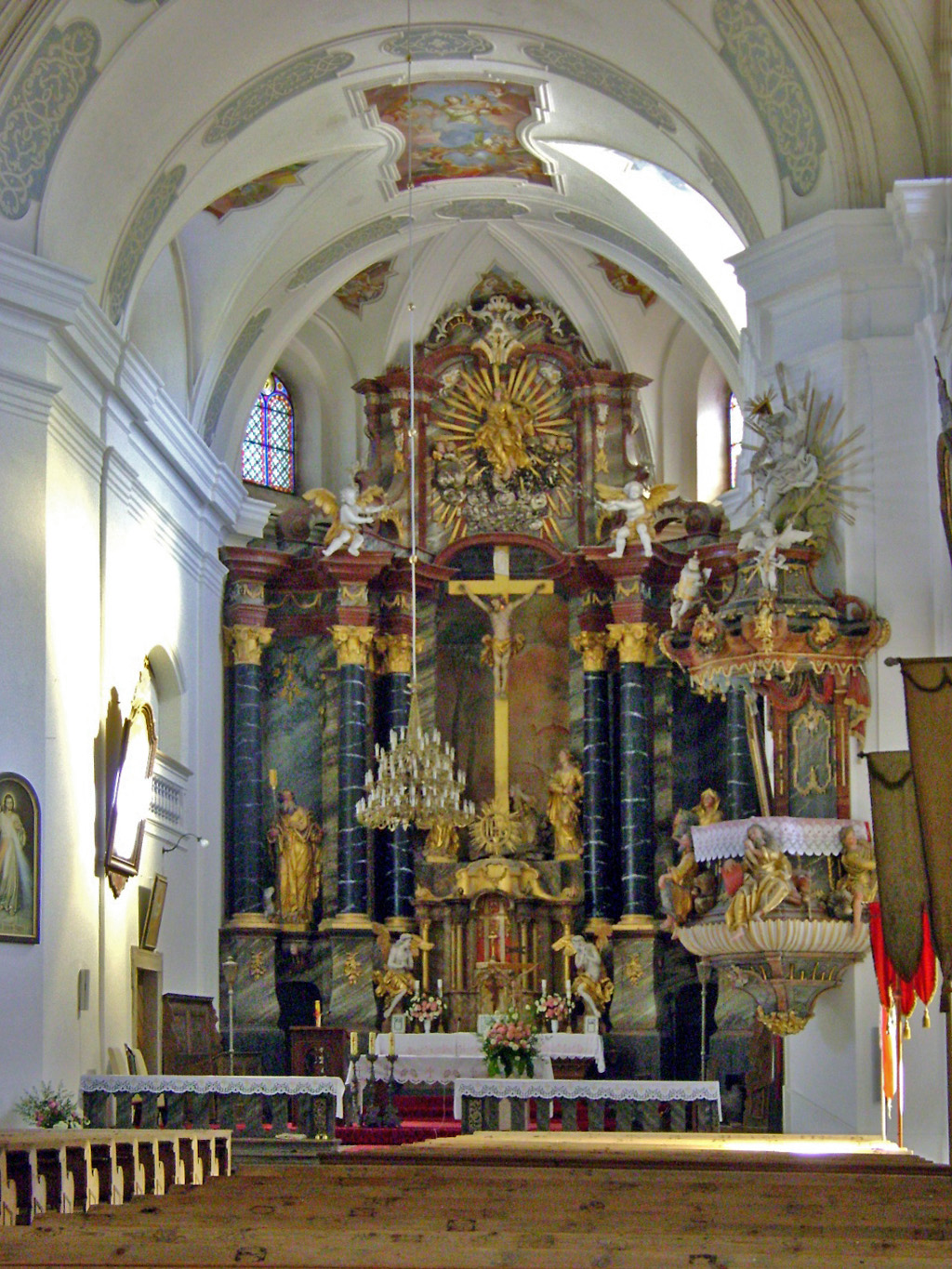
Hochaltar in Neundorf

Michael Klahr der Jüngere (auch: Michael Ignatius Klahr) (* 23. November 1727 in Bad Landeck, Grafschaft Glatz; † 27. Juni 1807 ebenda) war ein deutscher Bildhauer des Barocks.

## Leben
Michael Klahr d. J. wurde von seinem Vater Michael Klahr d. Ä. ausgebildet und arbeitete in dessen Bildhauerwerkstatt, die er nach dem Tod des Vaters weiterführte. Auch er wirkte überwiegend für kirchliche Auftraggeber in der Grafschaft Glatz. Er schuf zahlreiche Altäre, Kanzeln, Skulpturen, Bildstöcke u. a. Seine späteren Werke veranschaulichen den Übergang vom Barock zum Rokoko. Seine drei Söhne wurden ebenfalls Bildhauer, konnten jedoch den Ruhm ihrer Vorväter nicht erreichen.

## Werke

### In der Grafschaft Glatz
- Bad Landeck, Pfarrkirche Maria Geburt (Kościół Narodzenia NMP): Hochaltar (der heutige ist eine 1904–1905 von A. Klein angefertigte Kopie), Kanzel mit Christusfigur auf dem Schalldeckel, Gruppe der Hl. Familie und Weihnachtskrippe
- Bad Reinerz, Pfarrkirche St. Petrus und Paulus (Kościół ŚŚ. Piotra i Pawła): Taufbeckenaufsatz Taufe Christi
- Ebersdorf, Pfarrkirche St. Nikolaus (Kościół Św. Mikołaja): Hochaltar, Seitenaltäre und Statuen
- Ebersdorf bei Neurode, Pfarrkirche St. Martin (Kościół Św. Marcina) Seitenaltar Maria Immaculata
- Eisersdorf, Pfarrkirche St. Martin (Kościół Św. Marcina): Kanzel mit Wappen des Joseph von Nussdorfer
- Habelschwerdt, Pfarrkirche St. Michael (Kościół Św. Michała): Figuren der hll. Franz-Xaver und Johannes Nepomuk; Kapelle St. Florian (Kaplica Św. Floriana): Seitenaltar der Schmerzhaften Muttergottes.
- Hausdorf b. Neurode, Pfarrkirche St. Katharina (Kościół Św. Katarzyny): Hauptaltar
- Kieslingswalde, Pfarrkirche Maria Himmelfahrt (Kościół Wniebowzięcia NMP): Hauptaltar mit Figuren Maria Immaculata und Hll. Barbara, Katharina, Johannes Nepomuk und Antonius, auf den Pforten Hll. Florian und Georg
- Konradswalde, Filialkirche Hl. Kreuzerhöhung (Kościół Podniesienia Krzyża Św.): Hauptaltar und Kanzel
- Neundorf, Kirche Mariä Himmelfahrt: Hauptaltar und Kanzel
- Neuwaltersdorf, Filialkirche St. Nikolaus (Kościół Św. Mikołaja): Kanzel mit Reliefs der Kirchenväter
- Rengersdorf, Pfarrkirche St. Jakobus (Kościół Św. Jakuba): Figuren der Hll. Franz-Xaver, Thekla, Jakobus, Hl. Dreifaltigkeit
- Rosenthal, Pfarrkirche Maria Himmelfahrt (Kościół Wniebowzięcia NPM): reliefdekorierte Kanzel, Figuren des Hauptaltars (wurden dem neuen Altar von Joseph Elsner 1895 eingefügt)
- Thanndorf, Pfarrkirche St. Johannes Baptist (Kościół Św. Jana Chrzciciela): Figuren der Hll. Anna, Zacharias, Maria und Joseph
- Verlorenwasser, Filialkirche St. Joseph: Hauptaltar (zugeschrieben)

### In Niederschlesien
- Schönau an der Katzbach, Hauptaltar (bis 1810 in Benedikterinnenkirche St. Mauritius in Liegnitz)